# Barrancas del Orinoco
Barrancas del Orinoco es una localidad venezolana, capital del Municipio Sotillo del Estado Monagas y es probablemente la población más antigua de Venezuela. Se encuentra ubicada a orillas del imponente río Orinoco, a la altura donde este se abre para dar paso al delta. Para principios de la primera década del siglo XXI tiene una población estimada en algo menos de 30 000 habitantes, conformada por venezolanos de diversos orígenes aunque mayoritariamente mestizos e indígenas, con algún porcentaje significativo de extranjeros (guyaneses y otros).

## Historia
En el sitio donde hoy se encuentra Barrancas se han hallado objetos y utensilios arqueológicos que pertenecieron a las denominadas cultura barrancoide y cultura saladoide, de los cuales los más antiguos han sido fechados 1000 años antes de la era cristiana. La evidencia arqueológica que ha sido encontrada (y que aún sigue encontrándose) ha permitido establecer que Barrancas ha estado ininterrumpidamente habitada al menos desde el siglo XI de nuestra era, lo cual la convierte en la localidad más antigua de Venezuela y una de las más antiguas del continente americano.
Diego de Ordaz, explorador español obsesionado con hallar el legendario sitio de El Dorado, llegó a la aldea en agosto de 1531 tras remontar el río Orinoco por el Caño Manamo. Impresionado por su número de habitantes —el cual estimó en «más de 400 bohíos»— decidió descender y entrevistarse personalmente con el cacique "Naricagua", señor de sus territorios,  cuyo nombre del río 
"Uyapari"  estaba asociado al poblado. El cronista Juan de Castellanos, en su célebre Elegías de varones ilustres de Indias lo describe como «pueblo de potente fue de gran gentío que sobre las barrancas iba puesto del Cacique de Uyapari señorío».
Para el año 1800 el Barón Alejandro von Humboldt, visita esta región, dejando sus datos e impresiones en la obra "Viaje a las Regiones Equinoccionales". 
Los frailes capuchinos aragoneses comienzan a llegar a finales del siglo XVII y en 1790, Fray Joaquín de Morata funda la misión de San Rafael Arcángel de Barrancas ayudado por aborígenes de la etnia Warao y construyendo una iglesia. Con motivo de la guerra de independencia los religiosos se ven forzados a abandonar el pueblo, que permanece habitado por los nativos. Ya en el siglo XX, durante la presidencia de Juan Vicente Gómez, Barrancas experimenta un notable crecimiento con la llegada de emprendedores extranjeros a instalar negocios y ofrecer servicios asociados al crecimiento de la exploración y producción petrolera en el delta del Orinoco; para mediados de siglo se había convertido en un importante centro de producción ganadera.
Bajo la dirección de la Corporación Venezolana de Guayana se llevó a cabo la siembra de varias hectáreas de pino caribe entre Barrancas y la cercana localidad de Uverito, actividad que impulsó notablemente el desarrollo de la zona; hacia la década de 1970 fue la población y puerto más importante del Estado Monagas, principalmente debido a la falta de conexión vial terrestre hacia las principales ciudades cercanas, como Tucupita (Delta Amacuro) y Puerto Ordaz (Estado Bolívar), aunque hoy en día sigue siendo un centro importante de acopio de mercancías y pasajeros hacia esas ciudades. Una parte significativa de la economía local estuvo históricamente fomentada por los intercambios comerciales informales con países como Guyana y Trinidad y Tobago.
El 1 de enero de  2022, se presentó un fuerte enfrentamiento en la localidad entre organismos policiales y militares con grupos irregulares asociados a paramilitares, también fue involucrado  «El sindicato de Barrancas», por el control de la zona.
En 2022, se restauró la Planta Fileteadora de Pescado en esta localidad por Ernesto Luna.

## Geografía

### Sectores
Antonio José de Sucre, Prolongación Bolívar, La Florida, La Puente, avenidas Negro Primero y Rómulo Betancourt, El Centro y El Muro.

## Infraestructura

### Servicios públicos
El servicio del agua es administrado por la alcaldía y cuentan con pozo de agua ubicado en el Parque Ferial “Teodoro Martínez Estévez”.

## Sitios de interés
- Museo Uyapari, museo antropológico fundado en 1984, sobre la antigua sede de la Escuela Nacional Uriapara, frente a la Plaza Bolívar. Es el más importante centro de difusión de la cultura barrancoide, la más antigua de Venezuela, destacando los trabajos científicos para el rescate del patrimonio arqueológico, como la realización de talleres de fabricación de réplicas de piezas originales barrancoides.[9]

- Iglesia "San Rafael Arcángel", templo católico realizado originalmente en bahareque en el año 1790 por Fray Joaquín de Morata. Fue reconstruido en 1931 con estructura de cemento y en 1984 es objeto de un proceso de ampliación que culminó en 1987. Se mantuvo la fachada original, aunque reforzada para albergar una capacidad de 3.000 personas.

- Plaza Bolívar de Barrancas del Orinoco.[10]
- Plaza de la Historia, ubicada en el Paseo Malecón frente al Orinoco. Inaugurada en 1990, exhibe una estatua en bronce del Cacique Uyapari, señor de la comarca para el momento de contacto con los españoles en 1531, obra del escultor José Ángel Carreño.

- Mercado Artesanal Municipal de Sotillo.[11]

## Festividades
La ciudad como muchas otras de Venezuela festejan el Carnaval, con desfiles y trajes coloridos.
El día 24 de octubre tienen lugar las fiestas patronales en honor a San Rafael Arcángel, de índole religiosa, aunque con diversas actividades culturales, como las Ferias Agropecuarias.
De igual forma, se celebra la Feria del Coporo.